# Појам
Појам је апстрактна или уопштена идеја закључена или изведена из карактеристичних, својствених примера. 
Појам је и основни елемент тврдње и исказа, као што је реч основни елемент реченице.
Појам можемо посматрати и као уопштено скицирање стварности у којем се занемарују разлике у стварима, са циљем добијања поједностављене слике стварности.
Појам је носилац значења. Појам може бити представљен на свим језицима а без губљења значења. Постојање појма у ствари омогућује превођење исказа са једног на други језик а без губљења смисла.
Појам односно концепт, такође може да има и шире значење у смислу једне или више идеја о нечему, која такође може да има једну или више интерпретација, или да буде сложена структура састављена од више различитих појмова који чине једну јединствену идеју, односно носиоца значења. Концептуална уметност XX века, базирајући се на филозофским, семантичким и лингвистичким интерпретацијама речи појам, је проширила његово значење у том смислу. 

## Врсте појмова
Појединачни, посебни и општи
Појединачни појмови су они који изражавају суштину једног појединачног предмета.
Пример: појам „Аристотел“.
Општи појмови су они који одражавају суштинска својства већих или мањих група предмета.
Пример: Аристотел-грчки филозоф-Грк-Европљанин-човек-сисар-кичмењак-живо биће-биће.
Ако се у оваквом низу зауставимо на било којем одређеном појму, све оне који су мање општи од њега сматраћемо посебним, док ћемо све оне који су вишег ступња општости сматрати општим.
Категорије су најопштији појмови на подручју једне одређене науке. Још општије од ових су филозофске категорије. Прву листу филозофских категорија је направио Аристотел, десет категорија које у потпуности обухватају људско знање.
Јасни и нејасни
Сматра се да су јасни они појмови код којих смо у стању да тачно одредимо све оне појединачне предмете који су обухваћени њиховим обимом.
Нејасни појмови би били они чији нам је обим недовољно одређен, тако да нисмо у стању да увек одредимо да ли он обухвата неки предмет или не.